# Sophie Germain

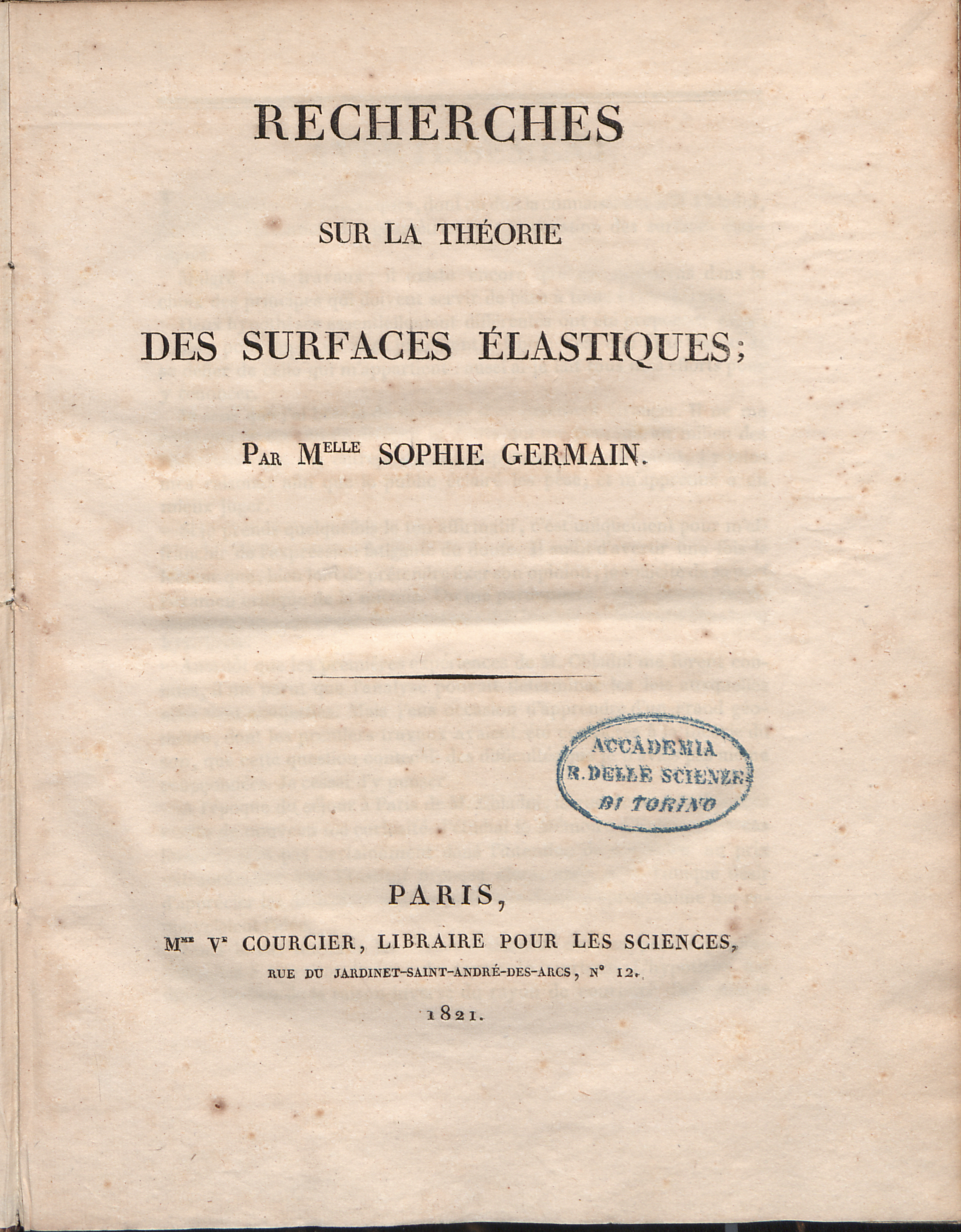
Récherches sur la théorie des surfaces élastiques, 1821

Marie-Sophie Germain (n. 1 aprilie 1776 - d. 27 iunie 1831) a fost o femeie-matematician, fizician și filozof franceză.
Alături de Carl Friedrich Gauss (cu care a întreținut o intensă corespondență), a fost unul dintre pionierii teoriei elasticității, obținând marele premiu din partea Academiei Franceze de Științe pentru tratarea acestui subiect.
De asemenea, mai este celebră pentru o teoremă din teoria numerelor care îi poartă numele.
A început să studieze matematica încă de la 13 ani, pasiune pe care a dobândit-o în urma lecturării unei cărți de istoria matematicii.
Corespondența pe care a întreținut-o cu Gauss se referă în special la studiile ei din domeniul teoriei numerelor.
La început, scrisorile le semna cu pseudonimul Leblanc și abia mai târziu Gauss a aflat cine este adevăratul corespondent pe care îl aprecia.
Ocupându-se de teoria suprafețelor, a dat o interpretare geometrică curburii determinată de Gauss și a propus ca măsură a curburii într-un punct la o suprafață formula {\displaystyle {\frac {1}{R_{1}}}+{\frac {1}{R_{2}}}}, numită curbură medie, care nu se mai anulează pentru suprafețele desfășurabile și toate acestea într-o lucrare apărută în 1831 și care a fost premiată de Academia Franceză de Științe.
În 1823 a dat o demonstrație pentru marea teoremă a lui Fermat, dar numai pentru valori particulare ale lui n, {\displaystyle n<100} și anumite condiții restrictive pentru X, Y, Z și n.
A studiat încovoierea plăcilor subțiri și a stabilit ecuațiile diferențiale care o descriu.
Cea mai importantă lucrare a sa este: Recherches sur la théorie des surfaces élastiques, apărută în 1816.
A mai scris lucrări și în domeniile: teoria numerelor, fizică matematică și filozofie.
Din nefericire, a murit înainte ca Universitatea din Göttingen să-i ofere, la propunerea lui Gauss, titlul de Honoris causa.
1. ↑  Mère Lachaise[*] Verificați valoarea |titlelink= (ajutor)
2. 1 2   http://www.slate.fr/story/196390/trois-femmes-oubliees-cimetiere-pere-lachaise-rosa-bonheur-gerda-taro-sophie-blanchard, accesat în 31 octombrie 2020 Lipsește sau este vid: |title= (ajutor)
3. ↑  Autoritatea BnF, accesat în 10 octombrie 2015
4. ↑  Genealogia matematicienilor